# Кунигунда Юлиана фон Анхалт-Десау
Кунигунда Юлиана фон Анхалт-Десау (на немски: Kunigunde Juliane von Anhalt-Dessau, Cunigunde; * 17 февруари 1608 в Десау; † 26 септември 1683 в Ротенбург) от династията Аскани е принцеса от Анхалт-Десау и чрез женитба ландграфиня на Хесен-Ротенбург.
Тя е дъщеря на княз Йохан Георг I фон Анхалт-Десау (1567 – 1618) и втората му съпруга Доротея фон Пфалц-Зимерн (1561 – 1594), дъщеря на пфалцграф Йохан Казимир фон Зимерн (1543 – 1592) и съпругата му Елизабет Саксонска (1552 – 1590).
Кунигунда Юлиана се омъжва на 2 януари 1642 г. във Ваймар за ландграф Херман фон Хесен-Ротенбург (1607 – 1658). Тя е втората му съпруга. Херман трябва да носи цял живот един железен крак и е признат изследовател по своето време в метеорологията, математиката, астрономията и географията. Бракът е бездетен.
Кунигунда и Херман са погребани в манастирската църква в Ротенбург.